# 贝恩巴赫
贝恩巴赫（德語：Bärnbach）是奥地利施泰爾馬克州福伊茨贝格县的一个市镇。总面积17.15平方公里，总人口5263人，人口密度306.9人/平方公里（2011年）。